# デルタ (ラグビーチーム)
デルタ(The Delta)は、オランダ・アメルスフォールトに本拠地を置くラグビーユニオンクラブである。ラグビー・ヨーロッパ・スーパーカップに所属。

## 歴史
2021年、創設。ブリュッセル・デヴィルズとの試合がラグビー・ヨーロッパ・スーパーカップ初試合となった。

## スコッド
- ダーク・ダーメン(オランダ代表主将・オランダ代表)
- アミール・ラドマーカー(オランダ代表)
- ヒューゴ・ランジェラン(オランダ代表)